# Saint-Polycarpe
Saint-Polycarpe är en kommun i departementet Aude i regionen Occitanien  i södra Frankrike. Kommunen ligger  i kantonen Saint-Hilaire som ligger i arrondissementet Limoux. År 2022 hade Saint-Polycarpe 160 invånare.

## Befolkningsutveckling
Antalet invånare i kommunen Saint-Polycarpe
Referens: INSEE

## Galleri

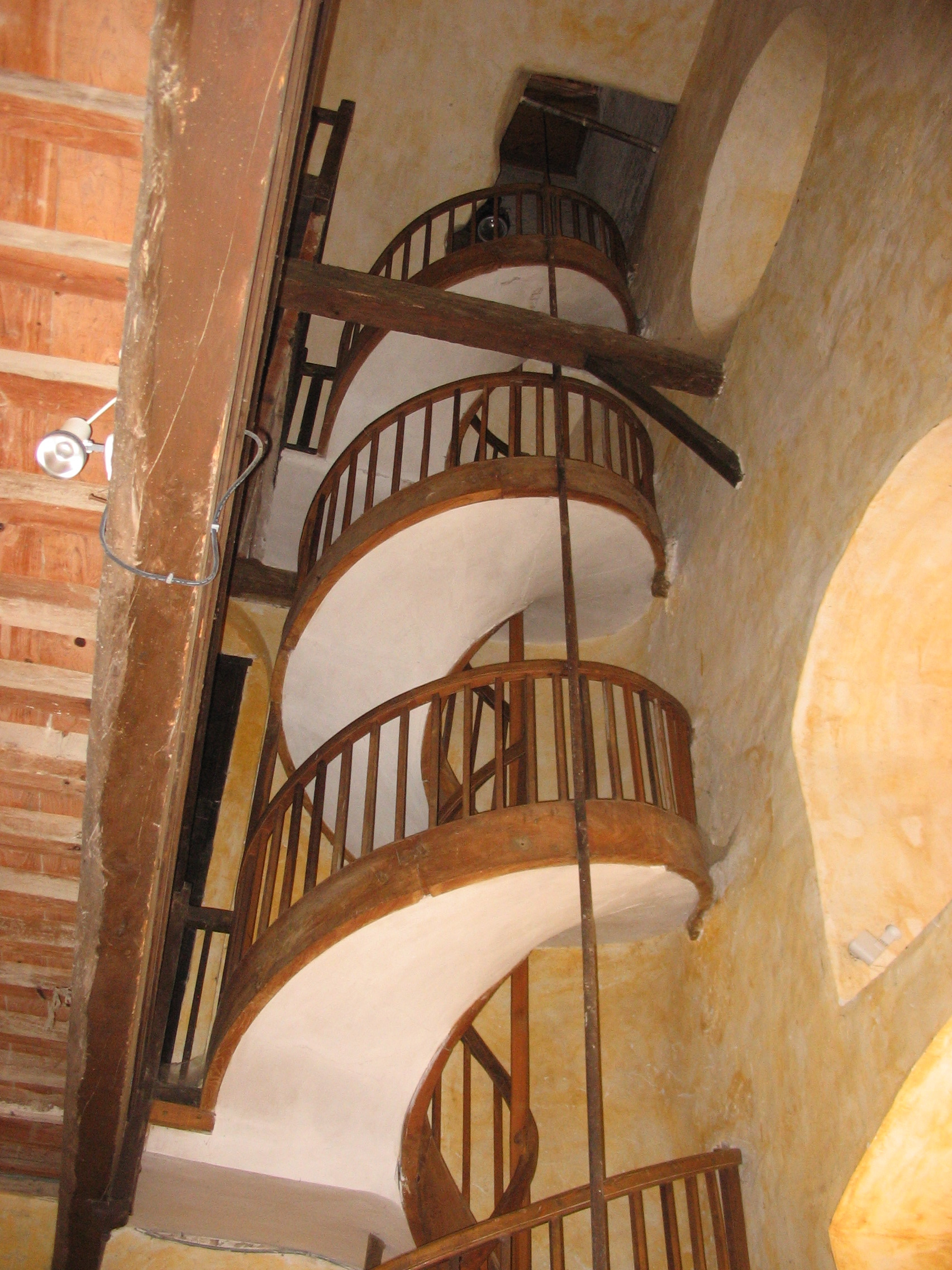
Trappa i kyrkan